# Zentrum Zahnärztliche Qualität
Das Zentrum Zahnärztliche Qualität (ZZQ) war eine Einrichtung in gemeinsamer Trägerschaft von Bundeszahnärztekammer und Kassenzahnärztlicher Bundesvereinigung im Institut der Deutschen Zahnärzte (IDZ).
Das ZZQ hatte seinen Sitz 2012–2020 in Berlin. Leiterin des ZZQ war Regine Chenot. Zuvor hieß es Zahnärztliche Zentralstelle Qualitätssicherung und hatte seinen Sitz in Köln. Die Arbeitsbereiche der in Berlin angesiedelten Stabsstelle des IDZ Zentrum Zahnärztliche Qualität (ZZQ) wurden zum 1. Januar 2021 in das IDZ nach Köln integriert und personell verstärkt: Die Beschäftigung mit Fragen der zahnärztlichen Qualität erfolgt nun in zwei neu geschaffenen Arbeitsschwerpunkten „Evidenzbasierte Medizin“ und „Zahnärztliche Qualität“. Außerdem wurde ein weiterer Arbeitsschwerpunkt „Gesundheitskompetenz“ im IDZ eingerichtet. Mit der Integration des ZZQ in die Forschungsbereiche des IDZ werden Synergien in der institutsinternen Zusammenarbeit geschaffen. Der Begriff ZZQ bleibt als Qualitätssiegel erhalten.

## Aufgaben
Das ZZQ bearbeitete für die deutschen Zahnärzte Fragen der zahnärztlichen Qualitätsförderung, der externen Qualitätssicherung und des einrichtungsinternen Qualitätsmanagements, insbesondere mit Fragestellungen der Struktur-, Prozess- und Ergebnisqualität zahnärztlicher Tätigkeiten. Hierzu gehören die Themenkreise Patientenorientierung, Qualitätsmanagementsysteme, Leitlinien und Qualitätsindikatoren. Ein weiterer Schwerpunkt ist die Beobachtung der Wissensentwicklung (national und international) im Bereich der Qualitätsförderung (Wissensmanagement).

### Qualitätsförderung
- Qualitätsmanagement-Systeme für die Zahnarztpraxis
- Agenda Qualitätsförderung
- Forschungsprojekte zur Qualitätsförderung
- Beratung der Trägerorganisationen zu Themen der Qualitätsförderung

### Leitlinien: Langversion, Zahnarzt-Version, Patientenversion
- Leitlinie zur Fissurenversiegelung
- Leitlinie zur Früherkennung des Mundhöhlenkrebses
- Leitlinie Wurzelspitzenresektion (WSR)
- Leitlinie Fluoridierungsmaßnahmen zur Kariesprophylaxe
- Leitlinie Operative Entfernung von Weisheitszähnen
- Leitlinie für Leitlinien
- Ablaufschema für die Erstellung und Koordination von Leitlinien, aktualisiertes Schema
- Evaluation von zahnmedizinischen Leitlinien durch Qualitätszirkel (ELL-QZ)

## Mitgliedschaften
- Deutsche Gesellschaft für Zahn-, Mund- und Kieferheilkunde,
- Deutsches Netzwerk Evidenzbasierte Medizin,
- Guidelines International Network (G-I-N).